# Marian Buczyński (lekarz)
Marian Buczyński (ur. 2 lutego 1891 w Mariampolu) – podpułkownik lekarz Wojska Polskiego.

## Życiorys
Urodził się 2 lutego 1891 w Mariampolu jako syn Konstantego. W 1917 uzyskał dyplom lekarza. Po zakończeniu I wojny światowej i odzyskaniu przez Polskę niepodległości został przyjęty do Wojska Polskiego.
3 maja 1922 został zweryfikowany w stopniu majora ze starszeństwem z dniem 1 czerwca 1919 i 112. lokatą w korpusie oficerów sanitarnych, grupa lekarzy, a jego oddziałem macierzystym była Kompania Zapasowa Sanitarna Nr 5. W latach 1923–1924 był komendantem Szpitala Rejonowego Lida, pozostając oficerem nadetatowym 3 batalionu sanitarnego w Grodnie. W kwietniu 1924 został przydzielony do 77 pułku piechoty w Lidzie na stanowisko starszego lekarza pułku. W kwietniu 1925 został ponownie przydzielony do Szpitala Rejonowego w Lidzie na stanowisko komendanta. W 1926, po likwidacji szpitala, pełnił służbę w Garnizonowej Izbie Chorych w Lidzie. W sierpniu 1929 został przeniesiony do 77 pułku piechoty. 2 grudnia 1930 został mianowany podpułkownikiem ze starszeństwem z dniem 1 stycznia 1931 i 5. lokatą w korpusie oficerów sanitarnych, grupa lekarzy. Do 1939 pełnił służbę na stanowisku starszego lekarza 77 pułku piechoty.
Inny Marian Buczyński (ur. 1893, syn Mikołaja) figuruje na tzw. Ukraińskiej Liście Katyńskiej.

## Odznaczenia
- Złoty Krzyż Zasługi (10 listopada 1938, „za zasługi w służbie wojskowej”)[14][15]
- Medal Niepodległości (23 grudnia 1933, „za pracę w dziele odzyskania niepodległości”)[16]